# أم 240
يعتبر رشاش أم 240 سلاحا آليا متوسط العيار تتزود به القوات البرية الأمريكية ومشاة البحرية الأمريكية. وتتوفر نماذج من هذا الرشاش في 68 بلدا حول العالم.
ويعتبر «أم 240» نسخة أمريكية لرشاش «FN-MAG» الذي صنعته شركة ” Fabrique National ” البلجيكية للأسلحة في خمسينات القرن الماضي.
ويمكن استخدام رشاش” أم 240 ” لتدمير القوة البشرية ووسائل النقل على حد سواء. وتبلغ سرعة رميه 650 طلقة في الدقيقة. ومن أجل تلافي إحماء ماسورة الرشاش يجب أن يرمي بسرعة 100 طلقة في الدقيقة. ويبلغ وزنه 12.25 كغ. وينصب الرشاش في الجيش الأمريكي على عربة مدرعة. ويتوفر رشاشان منه في كل فصيلة مشاة أمريكية.